# SteamWorld Dig 2
SteamWorld Dig 2 é um jogo eletrônico de plataforma e ação e aventura em 2D desenvolvido e publicado pelo estúdio sueco Image & Form. É o quarto jogo na série SteamWorld e uma sequência direta de SteamWorld Dig. Um sucessor, SteamWorld Quest: Hand of Gilgamech, foi lançado em 2019.
Ele foi lançado em 21 de setembro de 2017 para Nintendo Switch na Nintendo eShop, em 22 de setembro de 2017 para Microsoft Windows, macOS e Linux,[carece de fontes?] em 26 de setembro de 2017 para PlayStation 4 e PlayStation Vita, em 22 de fevereiro de 2018 para Nintendo 3DS, em 21 de novembro de 2018 para Xbox One e em 1 de março de 2020 para Stadia. A publicadora Rising Star Games lançou versões físicas do jogo para Nintendo Switch e PlayStation 4 em 2018.

## Jogabilidade
Em SteamWorld Dig 2, o jogador controla Dorothy, um robô a vapor procurando por Rusty, o protagonista de SteamWorld Dig. A jogabilidade envolve explorar uma vasta mina subterrânea, enfrentar inimigos e encontrar diversos recursos à medida que o jogador cava cada vez mais profundamente. Enquanto o jogo progride, Dorothy pode ganhar novas habilidades e armas como bombas de pressão, um tiro de gancho e um braço pneumático que pode quebrar pedras. Qualquer recurso encontrado pode ser trocado por dinheiro na superfície, onde o jogador pode melhorar sua saúde, armas e habilidades. Cada uma das armas tem capacidades que podem ser ativadas instalando Engrenagens de Melhoria encontradas em áreas secretas. Mais esquemas de melhorias se tornam disponíveis quando o jogador aumenta seu nível, matando inimigos ou completando missões, ou encontra artefatos escondidos na mina.

## Enredo
A história se passa entre os acontecimentos de SteamWorld Dig e de SteamWorld Heist. Depois do desaparecimento de Rusty no fim de SteamWorld Dig, Dorothy, um robô que tinha formado uma amizade com ele, viaja para a cidade de mineração de El Machino para procurar por ele. Pelo caminho, ela encontra Fen, uma sobra do Vectron que Rusty havia derrotado, que se junta a Dorothy como um navegador. Enquanto procura nas minas por Rusty e ouvindo rumores de que ele teria se tornado uma máquina monstruosa, Dorothy encontra um grupo de humanos primitivos, viciados em uma droga chamada moon juice. Os humanos são liderados por Rosie, que ao invés de se viciar na droga decidiu começar a levantar pesos desde muito jovem, e que é muito mais inteligente que os outros humanos.
Rosie afirma que máquinas misteriosas estão causando terremotos. Dorothy parte com o objetivo de destruir essas máquinas, mas descobre que Rosie tinha mentido para ela. Na verdade, as máquinas foram construídas por Rusty para evitar que Rosie conseguisse a energia necessária para ativar uma destilaria e criar mais da substância viciante chamada moon juice, que permitiria que ela controlasse o resto dos humanos. Dorothy consegue derrotar Rosie e resgatar Rusty, mas a destilaria se torna instável, fazendo com que Fen fique para trás depois de transportar os dois a um lugar seguro, permitindo que eles escapem em um foguete com os outros residentes de El Machino antes que o planeta exploda. Enquanto os robôs exploram o espaço para criar uma nova civilização, Dorothy mantém a esperança de um dia se encontrar novamente com Fen.

## Recepção
Segundo o agregador de críticas Metacritic, SteamWorld Dig 2 recebeu "críticas geralmente favoráveis", com uma nota média agregada de 88 de 100 em sua versão para Nintendo Switch e 85 de 100 em suas versões para PlayStation 4 e PC.
A Nintendo World Report elogiou o ciclo de jogabilidade "viciante", a escrita "charmosa" e o sistema de progressão "excelente" do jogo, criticando os "saltos de dificuldade ocasionais que podem ser frustrantes para jogadores menos habilidosos." Escrevendo para a Game Informer, Joe Juba disse que a música do jogo "não parecia nada especial de início," mas que mais tarde ele começou a gostar muito dela. O redator também elogiou a navegação pelas minas, dizendo que "usar as diferentes partes do seu arsenal é muito mais fácil do que no jogo anterior", bem como seus gráficos e uma jogabilidade que "nunca envelhece" e oferece uma "corrente constante de novos poderes."
O jogo foi indicado na categoria "Melhor Jogo Portátil" no Game of the Year Awards 2017 da Destructoid, nas categorias "Melhor Jogo de Switch" e "Melhor Jogo de Ação-Aventura" no Best of 2017 Awards da IGN, na categoria "Engenharia de Jogo" na 17ª edição do Annual National Academy of Video Game Trader Reviewers Awards e na categoria "Melhor Jogo Independente" no Golden Joystick Awards de 2018.